# Проекционные зоны коры головного мозга

3D модель расположения двигательных зон коры головного мозга

Непосредственное раздражение определённых участков коры головного мозга приводит к судорогам мышц, соответствующих участку коры — проекционной двигательной зоне. При раздражении верхней трети передней центральной извилины возникает судорога мышц ноги, средней — руки, нижней — лица, причём, на стороне, противоположной очагу раздражения в полушарии.
Эти судороги носят название парциальных (джексоновских). Их открыл английский невролог Д. Х. Джексон (1835—1911). В проекционной двигательной зоне каждого полушария головного мозга представлены все мышцы противоположной половины тела.

## Иллюстрации

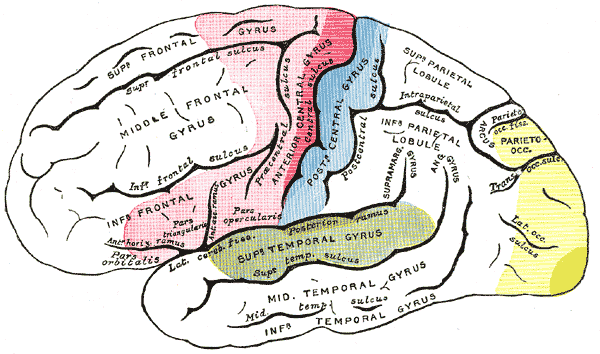
Проекционные (двигательные) зоны коры головного мозга
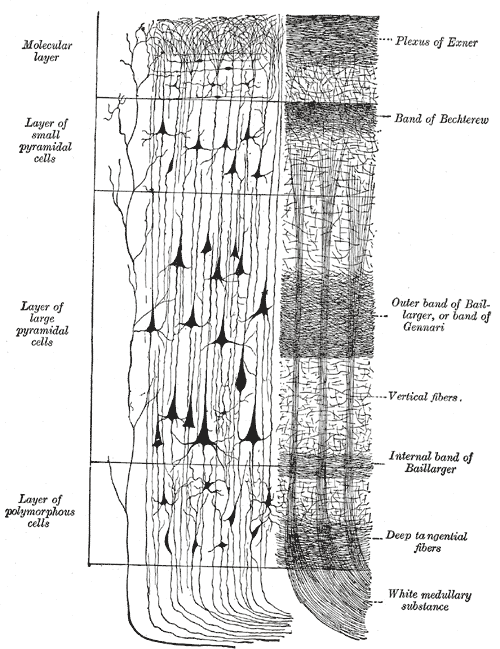
Кора больших полушарий. Слева — группы клеток; справа — системы нервных волокон
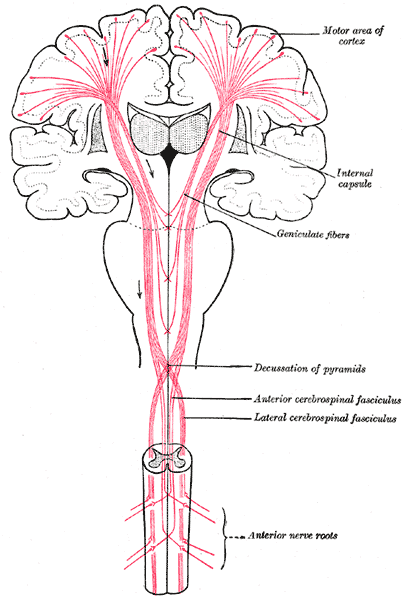
Корково-спинномозговой (пирамидный) путь
Диаграмма, показывающая местоположение сенсорных и двигательных зон коры головного мозга человека в соотношении с областями тела человека. На немецком языке